# L'Erreur de Descartes : la raison des émotions
L'Erreur de Descartes : la raison des émotions est un essai paru en 1994 du neuropsychologue António Damásio qui traite de la question du dualisme entre le corps et l'esprit. Damásio présente l'hypothèse du marqueur somatique, un mécanisme proposé par lequel les émotions guident le comportement et la prise de décision, et posent que cette rationalité requiert un apport émotionnel. Il soutient que « l'erreur » de René Descartes était la séparation dualiste de l'esprit et du corps, la rationalité et l'émotion.